# 울주 간월사지
간월사지(澗月寺址)는 울산광역시 울주군 상북면에 있는 신라의 절터이다. 1997년 10월 9일 울산광역시의 기념물 제5호로 지정되었다.

## 개요
간월사터는 간월산 해발 215m정도에 동쪽방향으로 위치하고 있으며, 폐사된 이후 주위가 대부분 경작지로 이용되었다. 1984년 학술발굴조사가 이루어졌으며, 그 뒤 현재의 모습으로 정비되었다.
발굴조사 결과, 건물터와 금당, 축대, 주초석(柱礎石), 장대석(長大石), 2기의 삼층석탑이 확인되었다. 금당지는 정면 3칸, 측면 3칸 규모이며, 금당지에서는 청동여래입상 등의 불상과 함께, 각종 기와, 토기 및 자기 조각들이 출토되었다. 금당지 앞쪽으로 남북으로 위치한 삼층석탑이 자리 잡고 있다. 다른 사찰과 비교하여 금당과 탑 사이의 거리가 좁고, 남북으로 위치한 쌍탑의 거리가 멀다. 또한 금당의 지대석 보다 탑의 지대석이 높은 편이며, 이는 지형 때문인 것으로 추정된다.
탑은 통일신라시대 정형적인 삼층석탑으로 1층의 탑신부에는 인왕상과 문모양이 조각되어 있다. 인왕은 불법을 수호하는 신장 중 하나로 금강역사라고 불리기도 한다. 옥개석 끝에는 풍탁을 달았던 구명이 남아있다. 남탑은 북탑과 거의 비슷하지만, 1층 탑신 문 모양 안에 자물쇠를 새긴 점과 사리구명(공)이 북탑 보다 2배 큰 것이 특징이다.
사지에 남아 있는 보물 제370호로 지정된 석조여래좌상(石造如來坐像)과 2기의 석탑은 통일신라시대 말기 불교미술 연구의 귀중한 유물로 평가된다.

## 같이 보기
- 울주 간월사지 석조여래좌상 (보물 제370호)
- 울주 간월사지 남·북 삼층석탑 (울산광역시 유형문화재 제38호)

## 참고 자료
- 간월사지 - 국가유산청 국가유산포털